# Молиер
Жан-Батѝст Поклѐн (на френски: Jean-Baptiste Poquelin), сценично име Молиер (на френски: Molière), е френски драматург, режисьор и актьор, майстор на комичната сатира.
Смятан е за душата на Комедѝ франсез (Френската комедия), която съчетава елементи на италианската Комедия дел арте с изящността и чувствителността на френския хумор. Сатирата на Молиер често привлича критиката на моралистите и най-вече на Римокатолическата църква заради неговите атаки срещу религиозните лицемери и двуличници. Някои от творбите му дори са били забранени от църквата.

## Биография

### Произход и младежки години
Жан-Батист Поклен е роден в Париж на 13 януари или 14 януари 1622 г. като първороден син в семейството на Мари Кресе и Жан Поклен. Баща му произхожда от род на търговци-тапицери, заможни потомствени буржоа, чиято състоятелност стига дотам, че бащата на Молиер купува титлата придворен тапицер и я завещава на сина си. Титлата изисква само 3 месеца работа и 1200 ливри първоначална цена, като осигурява 300 ливри на година на притежателя си.
Завършва Клермонския колеж (1640) и заминава за Орлеан, за да следва право. Напуска училището след 2 години и работи като юрист. След кратка и неособено успешна адвокатска кариера основава с група млади хора, любители на сцената, свой театър през 1643 година, който нарича „Блестящият театър“ (L'Illustre Théâtre) с 630 ливри. Става директор на трупа, но след двегодишни усилия театърът приключва с дългове (основно от наем) през 1645 г., за които Молиер престоява в затвора 24 часа, откъдето го спасява или баща му, или любовникът на член от трупата (тази подробност остава неизяснена). По това време той заменя фамилното си име от Поклен на Молиер, най-вероятно за да спести срама на баща си. Молиер не се отчайва и с няколко от останалите артисти сформират нова група и се присъединяват към пътуващ провинциален театър. В продължение на 13 години (1645 – 1658) пътува из Франция, водейки несигурния живот на странстващ артист. По време на странстването се среща с десетки различни хора, които обезсмъртява в комедиите си. През това време пише за нуждите на трупата първите си оригинални пиеси, повечето от които не са се запазили. Съхранени са само „Ревността на Барбуйе“ (La jalousie du Barbouillé) и „Летящият лекар“ (Le médécin volant), като не може да се докаже със сигурност, че те са принадлежност на Молиер.

### Парижки период
През 1650 г. той става директор на пътуващия театър. Постепенно Молиеровият театър се утвърждава, славата му се разнася из цяла Франция. През 1658 г. неговият театър се установява в Париж. Трупата на Молиер получава разрешение да изнесе спектакъл в караулната зала на двореца Лувър в присъствието на краля и неговия брат. Молиер представя фарса си „Влюбеният доктор“ и успехът надминава всички очаквания, а трупата получава разрешението да играе на сцената на придворния театър „Пти Бурбон“ до 1661 г., след което се мести в Пале Роял. Молиер остава там до смъртта си. Така започват най-плодотворните петнайсет години от живота на Молиер, когато той разгръща напълно гениалния си драматургичен и актьорски дар и оставя трайни следи не само в историята на френския, но и на европейския театър. Молиер е едновременно автор-драматург, режисьор и актьор. Първоначално е покровителстван от брата на Луи XIV, а от 1665 г. е и кралски комедиограф, като има наистина благоразположението и на Луи XIV. След като последният се възкачва на престола, Молиер е осигурен с 2000 ливри годишна заплата, а комедиите му намират много добър прием в Париж. Между 1658 и 1673 г. Молиер създава най-хубавите се комедии. Първата от тях е „Смешните преструвани“, следват „Сганарел, или мнимият рогоносец“, написана през 1660 г., „Училище за мъже“ (1661), „Училище за жени“, „Критика на Училище за жени“ (1663), „Тартюф“ (1664), „Брак по неволя“ (1664) и „Дон Жуан“ (1665). По-късно написва и определяната за най-мрачна комедия „Мизантроп“, „По неволя доктор“ (1666) г., „Жорж Данден“ (1668) и „Скъперникът“ (1668). Молиер има и жанрови експерименти – комедии балет – „Господин дьо Пурсоняк“, написана през 1669 г. и „Великолепните влюбени“, написана през 1670 г.
Ако в своите ранни комедии Молиер провежда линията на социална сатира много внимателно и то главно при второстепенни персонажи, то в своите зрели произведения той се цели директно във върхушката на феодално-аристократичното общество в лицето на привилегированите класи – дворянството и духовенството, като създава образи на лицемери и развратници в папски раса̀ и напудрени перуки. По време на парижкия период Жан-Батист Поклен написва 31 пиеси, които се играят на сцената на Пале Роял.

### Личен живот
В личния си живот Молиер е донякъде нещастен. Бракът му с Арманда Бежар не върви добре. Някои автори свързват този неуспешен брак с мотивите за ревност и изневяра в неговите пиеси. Той има връзка с Мадлен Бежар (сестра или майка на Арманда, има спор в литературознанието), която умира през 1672 година. Преживява тежко раздялата, а неговата влошила се болест я прави още по-тежка.
Молиер страда от туберкулоза, от която най-вероятно се заразява по време на престоя си в затвора за неизплатени дългове. Неговото последно изпълнение на сцената става легендарно. Вече много болен, на 17 февруари 1673 г., при представяне на последната му комедия „Мнимият болен“, в която играе ролята на Арган, му прилошава, започва да кашля кръв и припада на сцената. След кратка почивка по негово настояване и с огромно усилие на волята доизиграва пиесата, но след спускане на завесата силите му го напускат и той припада отново. Пренесен е вкъщи, където получава още по-силен от предишния кръвоизлив и след няколко часа умира на 51 години, в разцвета на творческите си сили.
Католическото духовенство, което Молиер така силно ненавижда и така талантливо осмива, отказва да даде разрешение за погребението му. Освен това по френските закони от онова време не е разрешено актьори да бъдат погребвани на свещената земя на гробището. Арманда – съпругата на Молиер, търси съдействието на краля. Той разрешава погребението да се извърши, но без каквато и да е служба и късно вечерта. Заравят го през нощта зад гробищната стена, където по принцип са погребвани само самоубийците и некръстените деца. След ковчега на великия писател вървят много негови почитатели, сред тях Лафонтен, Боало, колегите му от театъра и много други, които разсмива донеотдавна в театъра.
След Великата френска революция властта изразява почитта си към Молиер, като останките му са пренесени в гробището на манастир, а през 1817 г. тържествено са пренесени в парижкото гробище Пер Лашез в близост на тези на Лафонтен.

## Комедии на Молиер

### Фарс (комедия на интригата)
- „Сганарел“ (1660 г.),
- „Няма такива хора“ (1666 г.),
- „Мнимият болен“ (1673 г.)

### Комедии на нравите
- „Училище за мъже“ (1661 г.),
- „Училище за жени“ (1662 г.),
- „Буржоата благородник“ (1670 г.),
- „Смешните фантазьорки“ и др.;

### Комедии на характера
- „Мизантроп“ (1666 г.),
- „Тартюф“ (1664 г.),
- „Дон Жуан“ (1665 г.),
- „Скъперникът“ (1668 г.) и др.